# Futura (film 2021 collettivo)
Futura è un documentario del 2021 diretto da Alice Rohrwacher, Francesco Munzi e Pietro Marcello. Il film è stato presentato al Festival di Cannes 2021 nella sezione Quinzaine des Réalisateurs.

## Distribuzione
Il film è costato 1.302.175,60 euro e ne ha incassati 27.900.
Dopo la partecipazione a numerosi festival, anche internazionali, arriva nelle sale cinematografiche italiane per tre giorni, dal 25 al 27 ottobre 2021.